# Alburnus akili
Alburnus akili är en fiskart som beskrevs av Battalgil 1942. Alburnus akili ingår i släktet Alburnus och familjen karpfiskar. IUCN kategoriserar arten globalt som utdöd. Inga underarter finns listade i Catalogue of Life.

## Bildgalleri

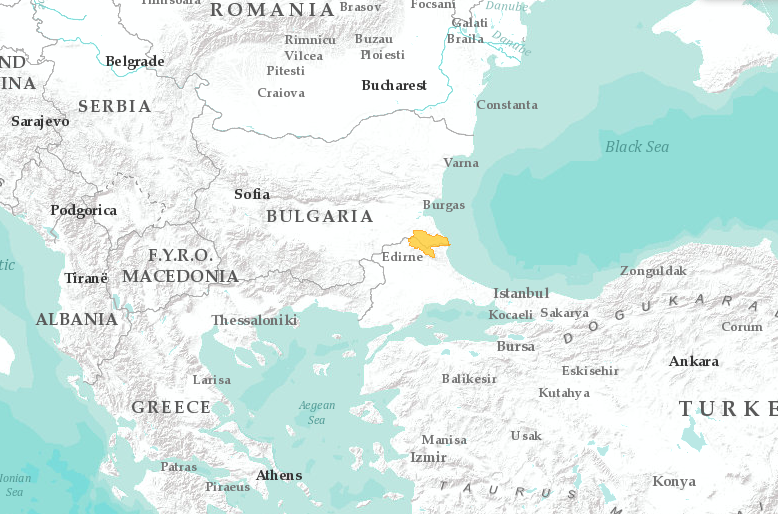